# 2018年冬季奧林匹克運動會冬季兩項比賽
2018年冬季奥林匹克运动会冬季两项比賽於2018年2月10日至23日在南韓江原道平昌郡大關嶺面阿爾卑西亞冬季兩項中心舉行。本屆比賽共設11個項目。包括男子和女子衝刺賽、追逐賽、個人賽、多人出發賽和接力賽。另外還會有一個混合接力賽。

## 賽程
賽程如下表：
所有时间为韩国标准时（UTC+9）
| 日期    | 时间        | 项目                              |
| ------- | ----------- | --------------------------------- |
| 2月10日 | 20:15-21:35 | 女子7.5公里竞速                   |
| 2月11日 | 20:15-21:40 | 男子10公里竞速                    |
| 2月12日 | 19:10-20:00 | 女子10公里追逐                    |
| 2月12日 | 21:00-21:50 | 男子12.5公里追逐                  |
| 2月15日 | 17:15-19:10 | 女子15公里个人                    |
| 2月15日 | 20:00-22:00 | 男子20公里个人                    |
| 2月17日 | 20:15-21:10 | 女子12.5公里集体出发              |
| 2月18日 | 20:15-21:15 | 男子15公里集体出发                |
| 2月20日 | 20:15-21:45 | 女子2×6公里接力+男子2×7.5公里接力 |
| 2月22日 | 20:15-21:45 | 女子4×6公里接力                   |
| 2月23日 | 20:15-21:45 | 男子4×7.5公里接力                 |

## 獎牌榜
| 排名 | 国家／地区        | 金牌 | 银牌 | 铜牌 | 總數 |
| ---- | ----------------- | ---- | ---- | ---- | ---- |
| 1    | 德国（GER）       | 3    | 1    | 3    | 7    |
| 2    | 法国（FRA）       | 3    | 0    | 2    | 5    |
| 3    | 瑞典（SWE）       | 2    | 2    | 0    | 4    |
| 4    | 挪威（NOR）       | 1    | 3    | 2    | 6    |
| 5    | 斯洛伐克（SVK）   | 1    | 2    | 0    | 3    |
| 6    | 白俄罗斯（BLR）   | 1    | 1    | 0    | 2    |
| 7    | 捷克（CZE）       | 0    | 1    | 1    | 2    |
| 8    | 斯洛文尼亚（SLO） | 0    | 1    | 0    | 1    |
| 9    | 意大利（ITA）     | 0    | 0    | 2    | 2    |
| 10   | 奥地利（AUT）     | 0    | 0    | 1    | 1    |
|      | 總計              | 11   | 11   | 11   | 33   |

## 獎牌得主

### 男子
| 項目       | 金牌                                                                                      | 金牌      | 银牌                                                                                         | 银牌      | 铜牌                                                                  | 铜牌      |
| 個人賽     | 约翰内斯·廷内斯·伯 · 挪威（NOR）                                                          | 48:03.8   | 雅科夫·法克 · 斯洛文尼亚（SLO）                                                              | 48:09.3   | 多米尼克·兰德廷格 · 奥地利（AUT）                                     | 48:18.0   |
| 衝刺賽     | 阿恩德·派弗 · 德国（GER）                                                                 | 23:38.8   | 米哈爾·克爾奇馬 · 捷克（CZE）                                                                | 23:43.2   | 多米尼克·温迪施 · 意大利（ITA）                                       | 23:46.5   |
| 追逐賽     | 馬丁·佛卡德 · 法国（FRA）                                                                 | 32:51.7   | 塞巴斯蒂安·萨穆埃尔松 · 瑞典（SWE）                                                          | 33:03.7   | 貝內迪克特·多爾 · 德国（GER）                                         | 33:06.8   |
| 集體出發賽 | 馬丁·佛卡德 · 法国（FRA）                                                                 | 35:47.3   | 西蒙·申普 · 德国（GER）                                                                      | 35:47.3   | 埃米尔·赫格勒·斯文森 · 挪威（NOR）                                    | 35:58.5   |
| 接力賽     | 瑞典（SWE） · 佩佩·费姆林 · 耶斯佩尔·内林 · 塞巴斯蒂安·萨穆埃尔松 · 弗雷德里克·林德斯特伦 | 1:15:16.5 | 挪威（NOR） · Lars Helge Birkeland · 塔里耶伊·伯 · 约翰内斯·廷内斯·伯 · 埃米尔·赫格勒·斯文森 | 1:16:12.0 | 德国（GER） · 艾瑞克·勒瑟 · 贝内迪克特·多尔 · 阿恩德·派弗 · 西蒙·申普 | 1:17:23.6 |

### 女子
| 項目       | 金牌                                                                                       | 金牌      | 银牌                                                                | 银牌      | 铜牌                                                                           | 铜牌      |
| 個人賽     | 漢娜·厄貝里 · 瑞典（SWE）                                                                  | 41:07.2   | 阿娜斯塔西婭·庫茲米娜 · 斯洛伐克（SVK）                             | 41:31.9   | 勞拉·達爾邁爾 · 德国（GER）                                                    | 41:48.4   |
| 衝刺賽     | 勞拉·達爾邁爾 · 德国（GER）                                                                | 21:06.2   | 瑪爾特·奧爾斯布 · 挪威（NOR）                                       | 21:30.4   | 維羅妮卡·維特科娃 · 捷克（CZE）                                                | 21:32.0   |
| 追逐賽     | 勞拉·達爾邁爾 · 德国（GER）                                                                | 30:35.3   | 阿娜斯塔西婭·庫茲米娜 · 斯洛伐克（SVK）                             | 31:04.7   | 阿奈·贝斯孔 · 法国（FRA）                                                      | 31:04.9   |
| 集體出發賽 | 阿娜斯塔西婭·庫茲米娜 · 斯洛伐克（SVK）                                                    | 35:23.0   | 达里娅·多姆拉切娃 · 白俄罗斯（BLR）                                 | 35:41.8   | 特丽尔·埃克霍夫 · 挪威（NOR）                                                  | 35:50.7   |
| 接力賽     | 白俄罗斯（BLR） · Nadezhda Skardino · Iryna Kryuko · 济娜拉·阿林别卡娃 · 达里娅·多姆拉切娃 | 1:12.03.4 | 瑞典（SWE） · 琳·佩尔松 · 莫娜·布罗尔松 · 安娜·芒努松 · 漢娜·厄貝里 | 1:12.14.1 | 法国（FRA） · 阿奈·舍瓦利耶 · 玛丽·多兰·阿贝尔 · 朱斯蒂娜·布雷萨 · 阿奈·贝斯孔 | 1:12.21.0 |

### 混合
| 項目   | 金牌                                                                     | 金牌      | 银牌                                                                                        | 银牌      | 铜牌                                                                            | 铜牌      |
| 接力賽 | 法国（FRA） · 玛丽·多兰·阿贝尔 · 阿奈·贝斯孔 · 西蒙·德蒂厄 · 馬丁·佛卡德 | 1:08.34.3 | 挪威（NOR） · 瑪爾特·奧爾斯布 · 特丽尔·埃克霍夫 · 约翰内斯·廷内斯·伯 · 埃米尔·赫格勒·斯文森 | 1:08.55.2 | 意大利（ITA） · 莉萨·维托齐 · 多罗特娅·维雷尔 · 卢卡斯·霍费尔 · 多米尼克·温迪施 | 1:09.01.2 |

## 參賽資格
共有230位運動員參加這場賽事（115男子及女子），各國將在個人、衝刺和接力比賽中使用前3名運動員的2016–17賽季國家杯分數組合配額配額，最後十二個名額則將在下個賽季分配。